# Пилибайтис, Линас
Линас Пилибайтис (лит. Linas Pilibaitis; 5 апреля 1985, Кретинга, Литовская ССР, СССР) — литовский футболист, атакующий полузащитник клуба «Трансинвест». Выступал за сборную Литвы.

## Карьера

### Клубная
В августе 2008 года забил победный гол в ворота «Рейнджерс», который вывел «Каунас» в третий квалификационный раунд Лиги чемпионов 2008/09. В январе 2009 года перешёл в «Дьер». В 2014 году подписал контракт с литовским клубом «Жальгирис».

### Международная
Дебютировал за сборную в 2006 году.

## Достижения
- Чемпион Венгрии: 2013
- Чемпион Литвы: 2014